# De Utrecht (Amsterdam)
De Utrecht is een gebouwencomplex in het centrum van Amsterdam. Het complex bevindt zich aan het Damrak en werd daar tussen 1904 en 1906 gebouwd voor de Levensverzekering-maatschappij Utrecht 
(De Utrechtse) naar ontwerp van de architecten Alexander Kropholler en Jan Staal.
Bij de bouw waren de toekomstige huurders nog niet bekend, om die reden zijn de interieurs voorzien van een beperkt aantal vaste binnenmuren. Een flexibele indeling is verder mogelijk gemaakt door het gebruik van gietijzeren kolommen en stalen balken. Hoewel gebouwd tussen 1904 en 1906 werd het kantoorgebouw op Damrak 26-27 pas in 1935 in gebruik genomen door de verzekeringsmaatschappij zelf. Het winkelpand op het adres Damrak 28-30 werd gebruikt door Dake.
Het complex werd op 13 juli 2001 aangewezen als rijksmonumenten en op 12 december dat jaar werden de panden individueel ingeschreven in het Monumentenregister.

## Geschiedenis
Het complex werd gebouwd aan het Damrak omdat deze straat onder invloed van de bouw van het Centraal Station in 1889 aan belang als toegangsstraat naar het centrum van de stad toe begon te nemen. Het pand op het adres Damrak 26-27 werd tussen 1904 en 1906 gebouwd, het winkelmagazijn op het adres Damrak 28-30 werd tussen 1905 en 1906 gebouwd.
De twee panden werden tegelijkertijd als rijksmonumenten aangewezen. Damrak 26, het winkelmagazijn, onder andere omdat het pand een uiting was van het opkomende verzekeringswezen. Maar ook omdat het nog altijd toont dat rond het jaar 1900 het Damrak begon te veranderen van een woonwijk in een commerciële straat: een winkel- en kantoorstraat. Ook vanwege de traditionele vormgeving met moderne accenten is het pand aangewezen als rijksmonument. Damrak 28 werd om gelijke redenen aangewezen, maar in dit geval speelde de vormgeving van het pand een rol vanwege de stijl.

## Damrak 26-27
Op het adres Damrak 26-27 bevindt zich het voormalige winkelmagazijn. Dit pand is gebouwd op een rechthoekige plattegrond. Het gebouw kent, met de begane grond meegerekend, vier verdiepingen.

### Exterieur
Het door dakpannen gedekte dak heeft de vorm van een zadeldak. De voorgevel is bedekt grijs natuursteen. De voorgevel is tuitvormig met aan weerszijden uitkragende stenen. De verdiepingen zijn iets achter de rooilijn geplaatst, achter een stel kolommen. Tussen de kolommen bevinden zich alleen raampartijen. Boven de ramen van de bovenste, derde, verdieping is een oranje tegeltableau aangebracht met daarin, in het wit, te lezen: UTRECHT. Boven het tegeltableau bevinden zich drie ramen met daartussen natuurstenen stijlen. Boven het middelste raam is een rondboogvenster geplaatst.
De kolommen die aan de voorgevel zijn gebruikt, komen ook terug aan de zijgevel aan de Karnemelksteeg, ook hier zijn ze geplaatst over alle drie de verdiepingen. Bovenaan de gevel steekt de dakgoot uit. De dakgoot wordt onderbroken door een smalle vensterpartij eindigend in een vierkante dakkapel. Op gelijke hoogte als het tegeltableau op de voorgevel ook hier een oranje tegeltableau, maar nu over de gehele breedte van de zijgevel.

## Damrak 28-30

### Exterieur
Het verzekeringskantoor op het adres Damrak 28-30 is geheel onderkelderd en is gebouwd op een samengestelde plattegrond. Het is gebouwd op de plek waar voorheen drie woonwinkelpanden stonden. Het kantoorpand bevat naast een kelder ook: een begane grond, twee tussenvloeren en drie verdiepingen. Het gebouw heeft een schilddak met daarin meerdere grote dakkapellen die over meerdere verdiepingen gebouwd zijn, hierdoor hebben zij de vorm van een topgevel. Het gebouw is aan de Damrakzijde acht vensterassen breed. Op de hoek van het Damrak en de Karnemelksteeg is een toren gebouwd.
De begane grond is voorzien van grote vensteropeningen tussen Labrador-graniet. Op de hoek is de voormalige winkelingang, daarboven is de naam DAKE gebeiteld. Aan de Damrakzijde geheel links bevindt zich een tweede ingang.
Boven de vensters tussen de sierconsoles, in de vorm van gestileerde pelikanen, is de tussenverdieping zichtbaar. De vensters van deze tussenverdieping zijn rechthoekig. Boven deze tussenverdieping is een balkon aangebracht, het balkon is vier ramen breed en leunt op vijf sierconsoles.
De bovenverdiepingen bevatten vensters, een aantal tussen gecanneleerde pilasters van drie verdiepingen, die verticaal onderverdeeld zijn. De kapitelen zijn gevormd als twee uilen die ruggelings tegen elkaar staan. Waar de benedenverdieping bekleed is van gepolijst graniet zijn de bovenverdiepingen bekleed met Zweeds groen marmer, marmer dat nabij het Zweedse Kolmården gemijnd wordt. Dit deel van de gevel is later overgeverfd waardoor het marmer niet langer zichtbaar is. De zijgevel aan de Karnemelksteeg is opgetrokken in baksteen. De bovenverdiepingen zijn ten opzichte van de begane grond iets teruggerooid gebouwd. Met uitzondering van de meest linker vensteras is in een erker geplaatst waardoor deze juist uitsteekt. De erker begint op de eerste verdieping en loopt door tot en met de tussenverdieping die boven de derde verdieping is geplaatst. Boven de tussenvloer een uitkragende lijst op gebeeldhouwde consoles. Boven deze lijst bevinden zich de topgevels. 
De gevel aan het Damrak is versierd met vijf beelden, die tezamen de 'Dingen des levens' voorstellen, deze vijf beelden stellen voor, van rechts naar links: 'De Waakzaamheid', 'De Wisselvalligheid der Tijden', 'De Wijsheid het kwaad bedwingend', 'De Spaarzaamheid' en 'De beschermende Liefde'. De beelden zijn gemaakt door Joseph Mendes da Costa. Boven de meest linker ingang aan het Damrak een gebeeldhouwd reliëf voorstellende een Rad van Fortuin met een bronzen beeld genaamd 'De Weduwe'. Onder de dakgoot, in de top van de gevel, zijn bavianen aangebracht, daaronder ook diverse andere gestileerde beeldhouwwerken.
Het dak en de schoorstenen zijn bekleed met koper. De uiteindelijke hoogte is 35 meter, hier is speciale vrijstelling voor verleend omdat de maximale hoogte van een bouwwerk toentertijd lager was.

### Interieur
Van dit pand zijn onderdelen van het originele interieur nog bewaard gebleven. Het trappenhuis en de gangen zijn nog in originele staat. Het trappenhuis is versierd met kapitelen in de vorm van dierfiguren. De derde verdieping heeft een groot glas in loodraam en een tegelmozaïek. Ook de kluizen die op elke verdieping staan behoren tot het rijksmonument, dit zijn de originele Chetwood- en Lipskluizen.

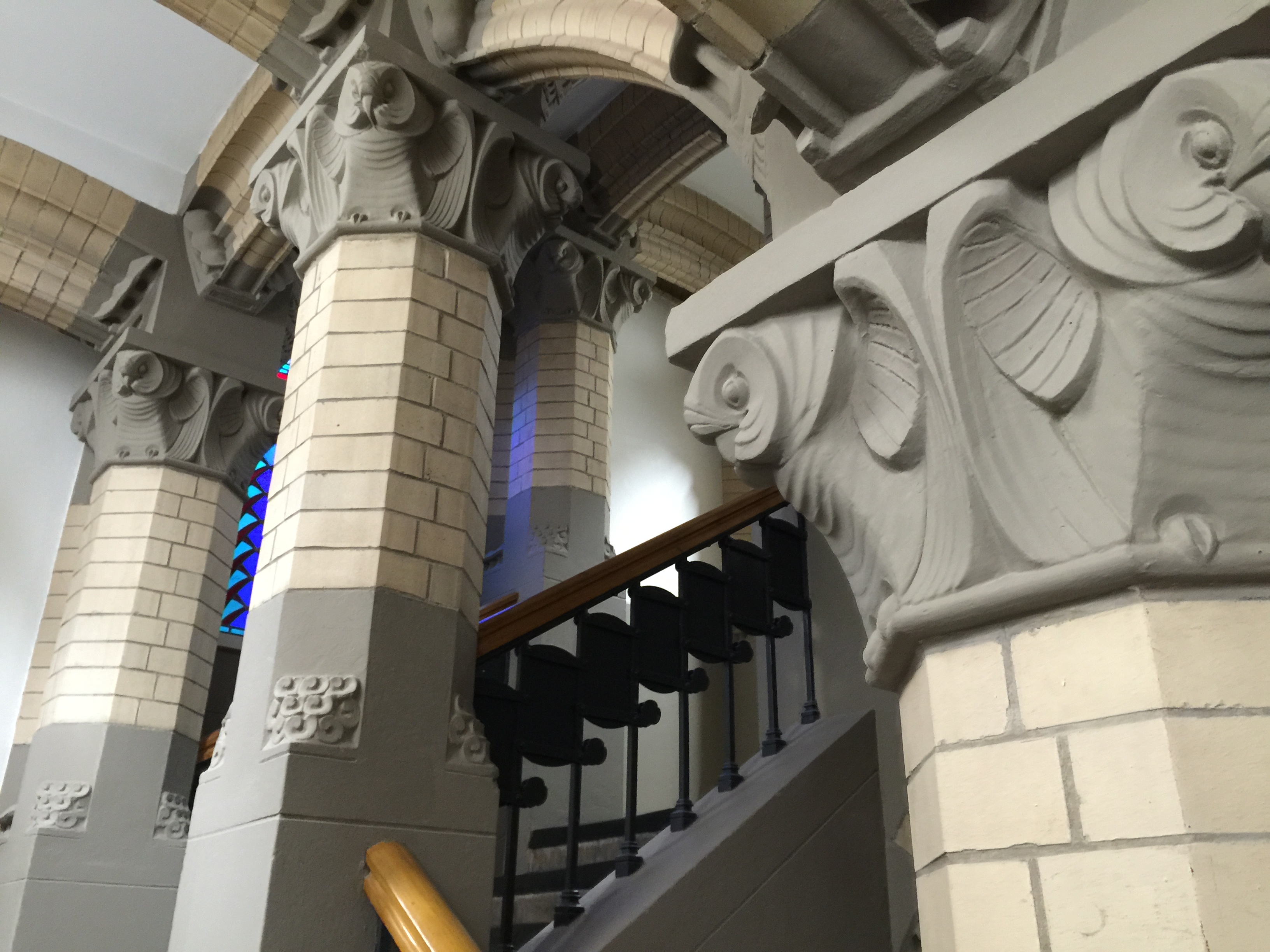
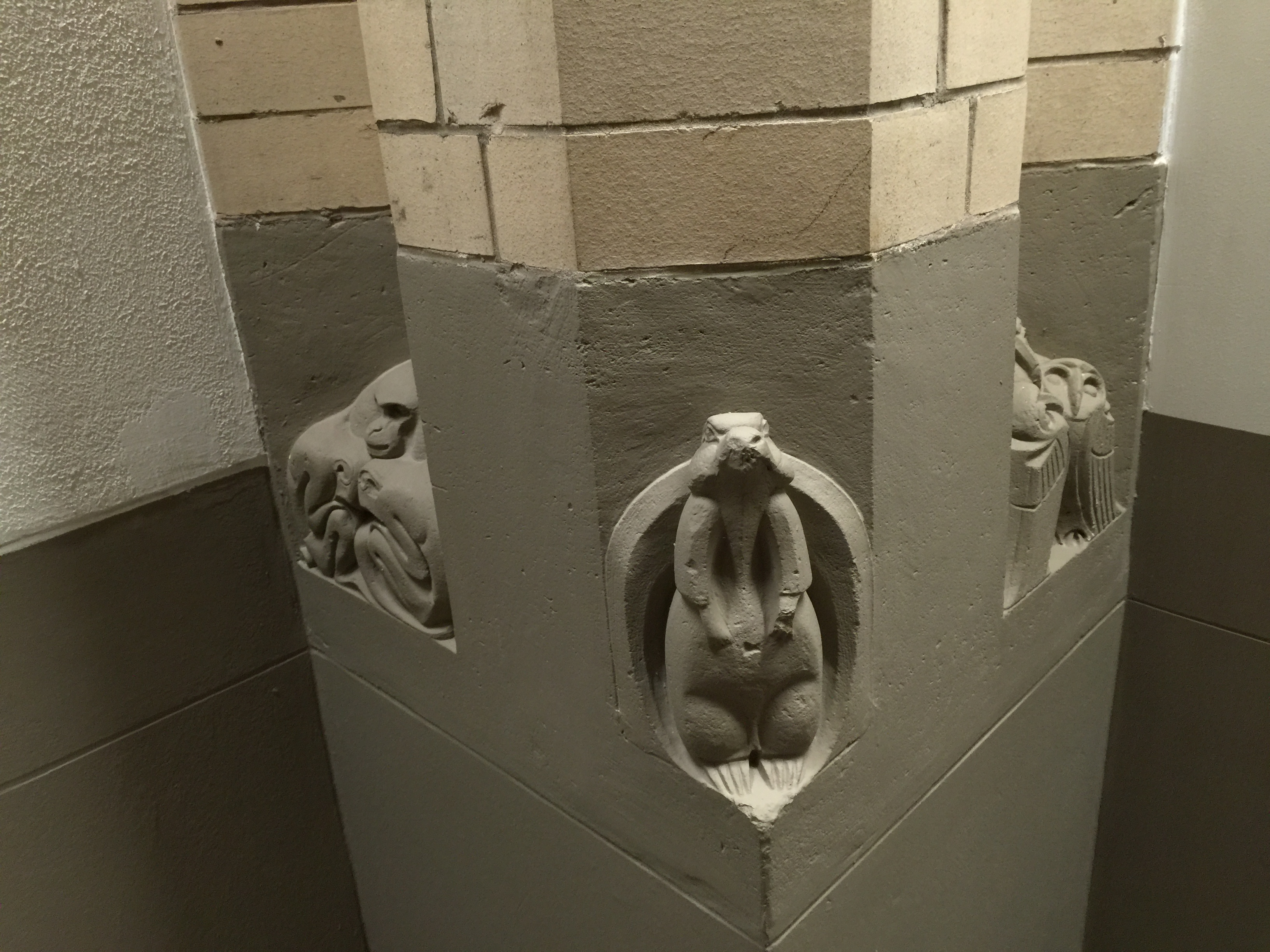